# Ярмонкине (зупинний пункт)
Ярмонкине — парк станції Сімейкине (Луганська дирекція), закритий (станом на 2022 рік) пасажирський зупинний пункт, вуглевідправний пункт, який обслуговує вуглевидобувні підприємства в смт Тепле (до 2016 року — Краснодон) і околицях. З 1916 по 1923 і з 1927 по 1939 роки вважався окремою вуглевідправною станцією Північно-Донецької і Донецьких залізниць. 
В 2014 році внаслідок збройної агресії Російської Федерації в Україні парк Ярмонкине знаходиться на території, окупованій Російською Федерацією.

## Історія
Залізничні колії в районі сучасного парку Ярмонкине було укладено в 1913—1914 роках, коли було відкрито під'їзну колію приватного користування протяжністю 10,65 верст від станції Першозванівка Катерининської залізниці (див. "Залізнична лінія Колпакове — Першозванівка"). Колія належала Катеринівському Донецькому товариству, яке було утворене в 1913 році. Укладачем товариства вважається Торгівельний дім "В.В.Ярмонкін, С.Ф.Овсянников і Ко", директором-розпорядником товариства був гірничий інженер Валентин Ярмонкін, на честь якого пізніше назвали станцію. Кінцевий пункт під'їзної гілки був біля перетинання колії із Гундоровським шляхом.

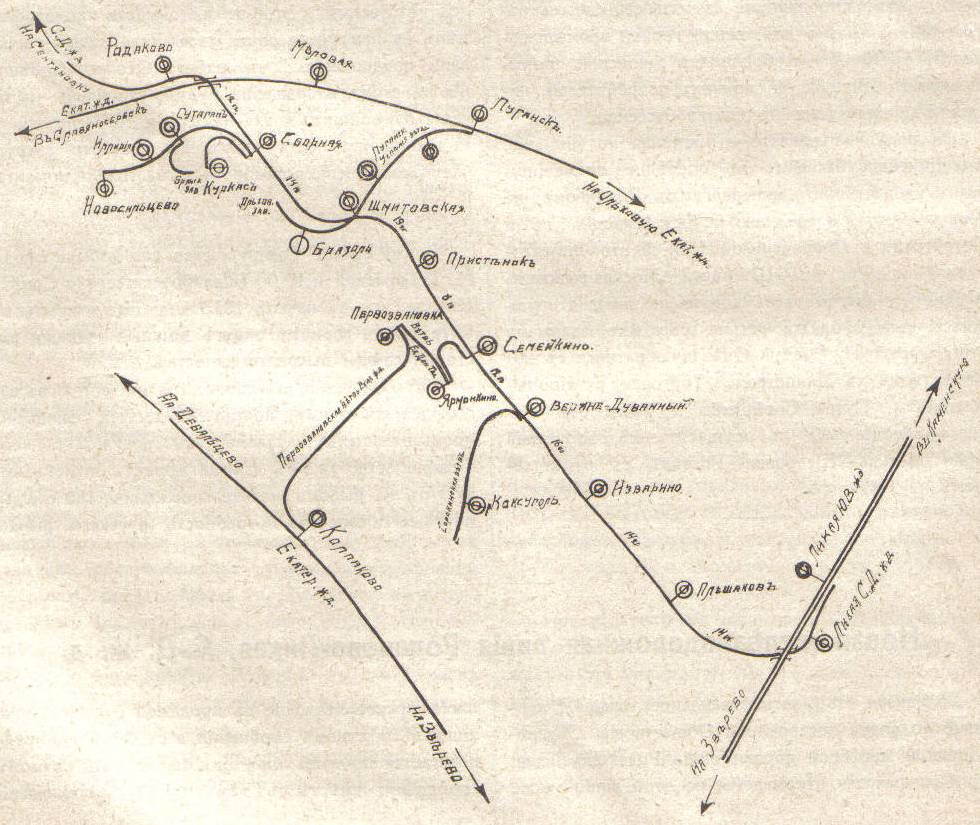
Лінія Північно-Донецької залізниці Родакове — Лиха і з'єднання із нею Першозванівської гілки

В 1913—1916 роках акціонерне товариство Північно-Донецької залізниці будувало з'єднувальну залізничну гілку Родакове - Сімейкине - Лиха. Ще в 1913 році Рада З'їзду гірничопромисловців півдня Росії клопотала перед згаданим товариством і профільними відомствами про з'їднання залізниці Родакове - Лиха Північно-Донецької залізниці із Першозванівською гілкою Катерининської залізниці. Ураховуючи особливості рельєфу та забудови відповідної місцевості, акціонерне товариство Північно-Донецької залізниці в 1916 році побудувало і відкрило одноколійну під'їзну гілку загального користування Сімейкине — кінцевий пункт Катеринівського Донецького товариства протяжністю 3,23 версти. Наприкінці 1916 року кінцевому пункту відповідних під'їзних гілок загального і приватного користування офіційно присвоїли назву "Ярмонкине", а також статус вуглевідправної станції Слов'яносербського каменновугільного району. Оскільки Північно-Донецька залізниця надавала суттєві логістичні переваги в обслуговуванні промислових підприємств, з 1916 року практично всі вантажі станції Першозванівка були переорієнтовані в напрямі Ярмонкине — Сімейкине. Таким чином, залізниця Родакове — Лиха з'єднувалася зі станцією Колпакове (напрям Дебальцеве — Звєрєво) через Ярмонкине, Першозванівку із подвійним розворотом поїздів, і тому транзитного значення даний шлях не набув. В 1917 році Рада З'їзду гірничопромисловців півдня Росії клопотала про будівництва прямого виходу від станції Сімейкине на Першозванівську гілку, однак подальші революційні події та збройне протистояння не надавали змоги виконати дане клопотання.
З початку 20-х років ХХ століття гілка Сімейкине — Ярмонкине входила до складу Донецьких залізниць і обслуговувала рудник Північно-Донецької залізниці (колишній Катеринівського Донецького товариства), з 1924 року - Краснодонському руднику. В 1923 році на малодіяльній залізничній гілці загального користування Сімейкине - Ярмонкине встановили подвійний тариф на перевезення вантажів. В 1924 році Донецькі залізниці закрили на Першозванівській гілці перегін Першозванівка — Македонівка, і колишня залізнична гілка Катеринівського Донецького товариства від станції Ярмонкине до району колишньої станції Першозванівка вважалася гілкою незагального користування, що належала Краснодонському руднику, і обслуговувала шахти №№ 1, 1-біс, 2, 3, 5 зазначеного рудника. В 1925 році Донецькі залізниці почали демонтаж колії на гілці Колпакове - Македонівка - Першозванівка і закрили для загального користування під'їзну колію Сімейкине — Ярмонкине і станцію Ярмонкине, перевівши її в категорію під'їзних колій станції Сімейкине. Рух даною колією здійснювався за допомогою телефонограм.
В 1927 році роздільному пункту Ярмонкине повернули статус вугленавантажувальної станції, з 1929 року вона вже була тарифним пунктом. Таким вона залишалася до другої половини 30-х років ХХ століття, — допоки її знову не перевели в категорію під'їзних колій. В 1940 році було відкрито нові вугільні шахти в районі Краснодона, зокрема - № 18-біс, в радянські часи - "Енгельсівська" (район населеного пункту Буран, до 2016 року — Енгельсове). Після Другої Світової війни в районі парку Ярмонкине існував пасажирський рух. Станом на 1974 рік, склад із 1 пасажирського вагону під паровозом серії СО приписки депо Родакове засилався від станції Сімейкине до зупинного пункту шахта № 18-біс без зупинки по парку Ярмонкине, після чого робив 4 рейси приміського поїзду на добу від шахти № 18-біс до шахти № 3-біс (район населеного пункту Глибоке) і зворотно із зупинкою по парку Ярмонкине. Протяжність маршруту прямування приміського поїзду - 8,3 км. Станом на 1980 рік, Ярмонкине і Енгельсівська числилися парком і навантажувальним пунктом станції Сімейкине, відповідно.

## Сучасний стан
Станом на 2022 рік, Ярмонкине - парк станції Сімейкине без пасажирського залізничного сполучення; колії на території парку і на дільниці Сімейкине - Ярмонкине через рідкий маневровий рух неодноразово розкрадалися як до 2014 року, так і після 2014 року.